# Guido der Franzose

Familienwappen des Adelsgeschlechts Milly

Guido von Milly, genannt der Franzose (lat. Guido Francigena, frz. Gui le Franceis; † nach 1164) war ein französischer Ritter und Seneschall von Jerusalem.
Guido war ein Sohn des Guido von Milly († 1126), eines Ritters aus der Picardie, der nach dem Ersten Kreuzzug im Heiligen Land zum Herrn von Nablus aufstieg. Guido stammte aus dessen erster Ehe mit einer gewissen Elisabeth und war in Frankreich geboren. Aus der zweiten Ehe seines Vaters mit Stephanie von Flandern stammen seine in Outremer geborenen Halbbrüder Philipp und Heinrich.
Da die Herrschaft Nablus aus einem Erbanspruch der Stiefmutter Stephanie herrührte, erbte diese beim Tod seines Vaters nicht Guido, sondern sein Halbbruder Philipp.
Anscheinend war Guido, als sein Vater spätestens 1108 dauerhaft nach Outremer auswanderte, in Frankreich zurückgeblieben. Er scheint erst viel später zu seinen Halbbrüdern ins Heilige Land gefolgt zu sein; erst in einer Urkunde König Balduins III. vom 27. Juni 1155 ist er ausdrücklich als anwesender Zeuge erwähnt, und der dort verwendete Namenszusatz Francigena („der in Frankreich geborene“), deutet darauf hin, dass er sich noch nicht lange im Heiligen Land aufhielt.
In der Folgezeit wurde er zum Seneschall des Königreichs Jerusalem ernannt, in einer Urkunde König Amalrichs I. vom 16. Juli 1164 ist er als solcher belegt.